# Facio
Facio (en griego, Φάκιον) es el nombre de una antigua ciudad griega de Tesalia.
La ciudad es mencionada por Tucídides como uno de los lugares que el general espartano Brásidas atravesó, en el año 424 a. C., en su ruta a través de Tesalia para conducir sus tropas a una expedición a Tracia.
También es citada en el marco de la segunda guerra macedónica: Tito Livio menciona que fue una de las ciudades devastadas por Filipo V de Macedonia el año 198 a. C., junto con Paleofársalo, Eretria, Piresias y Evidrio, puesto que preveía que el territorio caería pronto en manos de los etolios y los romanos. Filipo permitió marchar con él a los hombres capaces de seguirlo, con los bienes que pudieran transportar, mientras el resto de los bienes se convertía en botín para los soldados.
Se desconoce su localización exacta.